# Grävenwiesbach
Grävenwiesbach est une municipalité allemande située dans le land de la Hesse et l'arrondissement du Haut-Taunus.